# Clarias platycephalus
Clarias platycephalus is een straalvinnige vis uit de familie van kieuwzakmeervallen (Clariidae), orde meervalachtigen (Siluriformes), die voorkomt in de binnenwateren van Afrika.

## Anatomie
Clarias platycephalus kan een maximale lengte bereiken van 37 cm. Van de zijkant gezien heeft het lichaam van de vis een langgerekte vorm, van bovenaf gezien is de vorm het best te typeren als ovaal. De vis heeft een ruggengraat met 59-63 wervels, één rugvin met 72-83 vinstralen en één aarsvin met 56-65 vinstralen. 

## Leefwijze
Clarias platycephalus is een zoetwatervis die voorkomt in een tropisch klimaat.  De soort is voornamelijk te vinden in rivieren. Het dieet van de vis bestaat hoofdzakelijk uit dierlijk voedsel: macrofauna en vis.
De soort komt niet voor op de Rode Lijst van de IUCN.